# Joseph Michel François
Joseph Michel François (* 8. Mai 1957; † 20. Februar oder 21. Februar 2017 in Honduras) war an dem 1991 unter Leitung von Raoul Cédras durchgeführten Sturz des ersten demokratisch gewählten Präsidenten von Haiti, Jean-Bertrand Aristide, sowie an dem Raboteau-Massaker am 24. April 1994 beteiligt, bei dem ca. 20 Menschen getötet wurden.
Mit dem Eintreffen der US-Streitkräfte im September 1994 auf Haiti flüchtete François in die Dominikanische Republik. Als er dort 1996 wegen der Planung eines erneuten Staatsstreichs in Haiti ausgewiesen wurde, landete François in San Pedro Sula, in Honduras, wo er ein bescheidenes Möbellager führte. Dort wurde er im März 1997 von amerikanischen Anklägern festgenommen und des Schmuggels von 33 Tonnen Kokain und Heroin von seiner privaten Flugpiste in Haiti in die USA angeklagt. Er soll dabei Schmiergelder von kolumbianischen Drogenbossen in Millionenhöhe entgegengenommen haben. François stritt jedoch alles ab und verblieb bis Juli in einem Gefängnis in Honduras, bis der Oberste Gerichtshof Honduras’ die Bemühungen der USA um Auslieferung wegen mangelnder Beweise ablehnte und ihn schließlich freiließ. 
Im Jahr 2000 wurde François für seine Beteiligung am Raboteau-Massaker angeklagt und am 16. November 2000 von einem haitianischen Gericht in Abwesenheit zu einer lebenslangen Haftstrafe verurteilt. 